# Isabella Lövin
Isabella Signe Maria Lövin (født 3. februar 1963) er siden 3. oktober 2014 Sveriges bistandsminister.
Hun var 2009-2014 svensk medlem af Europa-Parlamentet, valgt for Miljöpartiet de Gröna (indgår i parlamentsgruppen G-EFA).